# Armoriale delle colonie italiane
Questa pagina contiene gli stemmi delle colonie dell'Italia suddivisi per area geografica.

## Africa

### Impero dell'Africa Orientale Italiana
| Stemma | Nome e blasonatura | Periodo                                                                                   |
|        | Impero coloniale italiano d'Africa Lo Stemma Imperiale dell'Africa Orientale Italiana è formato da uno scudo sannitico inquartato: Nel primo (Eritrea): troncato: al 1º d'argento alla leonessa illeopardita di rosso, armata d'oro, caricata di una stella d'argento nel cuore; al 2º ondato d'azzurro e d'argento di sei pezzi; Nel secondo (Amara): al 1º d'oro al braccio steso vestito di manica di camicia nera impugnante con la mano destra di carnagione un gladio romano, il tutto posto in fascia; al 2º di rosso alla croce copta d'oro; nel terzo (Somalia): troncato innestato d'argento sulla partizione; al 1º d'azzurro al leopardo d'oro, chiazzato di nero, sormontato da una stella d'argento nel punto del capo; al 2º di rosso a due stelle d'argento a sei raggi poste in fascia; Nel quarto (Galla e Sidama): d'oro alla fascia ondata di azzurro, accompagnata in capo da un aratro al naturale; Controinnestato, in capo (Scioa): d'azzurro al monte di cinque colli all'italiana d'argento, movente dalla punta, sormontato dall'emblema legionario romano d'oro; in punta (Harar): d'argento al montante di verde. Sul tutto allo Scudo di Savoia: di rosso alla croce d'argento. · Lo scudo: · accostato da due fasci Littori, sostenuti da due leoni d'oro, linguati di rosso, controrampanti, con la testa in maestà, poggianti, su una lista d'azzurro, con la scritta: « Fert – Fert – Fert »; · accollato alla grande Colla dell'Ordine Supremo della SS.ma Annunziata e alla decorazione dell'Ordine coloniale della Stella d'Italia: · sormontato dalla Corona Imperiale che è chiusa da otto vette d'oro (cinque visibili) moventi da aquile d'oro ad ali aperte, e da scudetti di Savoia sostenuti da Fasci Littori d'oro, alternati le une e gli altri con gruppi di tre perle disposte 1–2, riuniti con doppia curvatura sulla sommità, fregiata all'esterno da otto grosse perle decrescenti dal centro e sostenenti un globo d'oro cerchiato, cimato dalla Croce Mauriziana d'oro, trifogliata, sulla sommità del globo; il tutto con alla base un cerchio d'oro con i margini cordonati fregiato da otto grossi zaffiri e rubini, cinque visibili, divisi da otto nodi di Savoia, quattro visibili. R.D. 31 agosto 1939 n. 2225 | 1939-1944                                                                                 |
|        | Addis Abeba Di azzurro alla rosa araldica d'oro | 1º giugno 1936 - 11 novembre 1938 confluito successivamente nel Governatorato dello Scioa |
|        | Amara Troncato, nel primo d'oro al braccio destro vestito di nero, impugnante con la mano di carnagione un gladio romano, d'argento, il tutto posto in fascia; nel secondo, di rosso alla croce copta d'oro, ripiena del campo. R.D. 18 aprile 1940, RR.LL.PP. 21 novembre 1940 | 1º giugno 1936 - 11 novembre 1938 confluito successivamente nel Governatorato dello Scioa |
|        | Eritrea Dal 1936 al 1947 Troncato, nel primo d'argento alla leonessa illeopardita, di rosso, armata d'oro, caricata di una stella d'argento sul cuore, posta sulla partizione; nel secondo ondato di azzurro e d'argento di sei pezzi. Al Capo del Littorio. |                                                                                           |
|        | Galla e Sidama D'oro all'aratro al naturale passante su una fascia ondata d'azzurro. Al Capo del Littorio. R.D. 18 aprile 1940, RR.LL.PP. 21 novembre 1940 |                                                                                           |
|        | Harar D'argento, al crescente montante di verde. Al Capo del Littorio. R.D. 18 aprile 1940, RR.LL.PP. 21 novembre 1940 |                                                                                           |
|        | Scioa D'azzurro all'insegna con l'aquila imperiale romana d'oro sostenuta da un monte all'italiana di cinque cime d'argento poste 2, 3. Al Capo del Littorio. R.D. 29 maggio 1939, RR.LL.PP. 21 novembre 1940 | 11 novembre 1938 - 9 settembre 1943                                                       |
|        | Somalia Dal 1936 al 1947 Troncato, innestato d'argento sulla partizione: nel primo d'azzurro al leopardo d'oro, chiazzato di nero, sormontato da una stella d'argento nel punto del capo; al secondo di rosso a due stelle d'argento di sei raggi poste in fascia. Al Capo del Littorio. |                                                                                           |

### Eritrea e Somalia prima dell'Africa Orientale Italiana
| Stemma | Nome e blasonatura | Periodo                                                   |
|        | Colonia eritrea Dal 1880 al 1929 Troncato, al primo d'argento alla leonessa illeopardita di rosso, armata d'oro e caricata sulla spalla sinistra di una stella d'argento, posta sulla partizione; nel secondo fasciato ondato di azzurro e d'argento di sei pezzi. Lo scudo timbrato da corona antica romana. D.L.Lgt. 3 aprile 1919, RR.LL.PP. 8 giugno 1919 | Confluita il 9 maggio 1936 nell'Africa Orientale Italiana |
|        | Somalia italiana Troncato, innestato d'argento sulla partizione: nel primo d'azzurro al leopardo d'oro, chiazzato di nero, sormontato da una stella d'argento nel punto del capo; al secondo di rosso a due stelle d'argento di sei raggi poste in fascia. Lo scudo timbrato da una corona antica romana. R.D. 3 aprile 1919                                  | Confluita il 9 maggio 1936 nell'Africa Orientale Italiana |

### Libia
| Stemma | Nome e blasonatura | Periodo                                                          |
|        | Libia italiana Partito: al 1º d’azzurro alla palma al naturale, fruttata d’oro, nodrita sulla campagna d’oro, sormontata dalla stella d’argento; al 2º di rosso al silfio d’oro reciso, sormontato dalla stella d’argento. Capo del Littorio: di rosso (porpora) al Fascio Littorio d’oro circondato da due rami di quercia e d’alloro, annodati da un nastro dai colori nazionali. Corona antica romana. R. D. 1º settembre 1940 | 1940-1944                                                        |
|        | Cirenaica D'azzurro, al silfio d'oro reciso, reciso e sormontato da una stella d'argento. Lo scudo timbrato da corona antica romana. R.D. 3 aprile 1919, RR.LL.PP. 8 giugno 1919 | 15 ottobre 1912 - 1º gennaio 1934 confluita nella Libia italiana |
|        | Tripolitania D'azzurro al palmizio al naturale fruttato d'oro, nodrito su nel terreno dello stesso e sormontato da una stella d'argento. Lo scudo timbrato da una corona antica romana. D.L.Lgt. 3 aprile 1919, RR.LL.PP. 8 giugno 1919 | 15 ottobre 1912 - 1º gennaio 1934 confluita nella Libia italiana |

### Città
| Stemma | Nome e blasonatura | Periodo |
|        | Asmara Di rosso, alla croce abissina potenziata, crociata e ricrociata d'oro a ciascuna estremità. Ornamenti esteriori da città. D.L.Lgt. 3 aprile 1919, RR.LL.PP. 8 giugno 1919                                                                                                  |         |
|        | Bengasi D'azzurro, all'albero sradicato al naturale, fruttato d'oro e con attorcigliato al tronco un serpente dello stesso, coronato, animato di nero. Ornamenti esteriori da città. D.L.L.gt. 2 aprile 1919                                                                      |         |
|        | Massaua Controinnestato d'argento e d'azzurro, alla banda di rosso, caricata di tre conchiglie perlifere d'argento. Ornamenti esteriori da città. D.L.L.gt. 3 aprile 1919, RR.LL.PP. 3 giugno 1919                                                                                |         |
|        | Mogadiscio Dal 1919 al 1947 Di rosso, all'antica sua torre al naturale, fondata nel mare di argento, con raggi dello stesso, uscenti dalle quattro aperture del faro, che è sulla cima della torre. Ornamenti esteriori da città D.L.L.gt. 3 aprile 1919, RR.LL.PP. 9 giugno 1919 |         |
|        | Tripoli Dal 1919 al 1947 D'azzurro, alla nave d'oro, con le vele d'argento, e pavesata di fiamme al tricolore italiano, sul mare d'argento, accompagnata in capo da tre corone murali d'oro, ordinate in fascia. D.L.Lgt. 3 aprile 1919, RR.LL.PP. 8 giugno 1919                  |         |

## Europa
| Stemma | Nome e blasonatura | Periodo                          |
|        | Albania Grande stemma: il grande stemma dello Stato è formato di uno scudo di rosso all'aquila bicipite di nero coronata dal casco di Scanderbeg. Sostegni: due fasci littori addossati, con l'ascia all'infuori, legati con strisce di cuoio, congiunti in alto da nodi di Savoia e sotto da una lista accartocciata, di azzurro foderata d'oro e caricata dal motto « Fert » tre volte ripetuto. Il tutto posto sotto un padiglione di porpora bordato di un gallone e frangiato d'oro, soppannato d'ermellino, cimato dalla Corona Reale di Savoia. Piccolo stemma: il piccolo stemma dello Stato è formato di uno scudo di rosso all'aquila bicipite di nero coronata dal casco di Scanderbeg. Sostegni: due fasci littori addossati con l'ascia all'esterno, legati da strisce di cuoio, congiunti in alto da nodi di Savoia e sotto da una lista accartocciata di azzurro, foderata d'oro, e caricata dal motto « Fert » tre volte ripetuto. Lo scudo cimato dalla Corona Reale di Savoia. R.D. 28 settembre 1939 n. 141 | 7 aprile 1939 - 9 settembre 1943 |
|        | Isole italiane dell'Egeo Partito: al 1º di azzurro a tre Fasci Littori, al 2º d’oro alla rosa rossa di Rodi. Capo di Savoia. R.D. 1º luglio 1937 | 1º luglio 1937 - 8 maggio 1945   |

### Città
| Stemma | Nome e blasonatura | Periodo                        |
|        | Rodi D’oro, al cervo al naturale su una marina fluttuante. Ornamenti esteriori da Città. Capo del Littorio: di rosso (porpora) al Fascio Littorio d’oro, circondato da due rami, di quercia e d’alloro, annodati da un nastro dai colori nazionali. R.D. 1º luglio 1937 | 1º luglio 1937 - 8 maggio 1945 |